# 열여덟,열아홉
"열여덟,열아홉"은 2012년 개봉한 대한민국의 영화이다. 2010년 제작 당시의 제목은 '호야'였다.

## 캐스팅
- 유연석 : 호야 역
- 백진희 : 서야 역
- 김정헌 : 일강 역
- 엄현경 : 도미 역
- 이영진 : 기주 역
- 박용식 : 관장 역
- 김동영 : 해준 역
- 이민웅 : 종수 역
- 표진기 : 상수 역
- 김정헌 : 일강 역
- 이선주 : 호야 모 역
- 김광현 : 주심 1 역
- 라경덕 : 사무처직원 역
- 이정범 : 사진사 목소리 역 (특별출연)
- 이성민 : 산부인과의사 역 (특별출연)
- 최덕문 : 사회자 역 (특별출연)
- 진경 : 담임선생  역 (특별출연)